# Galápagoslira
Galápagoslira (Puffinus subalaris) är en fågel i familjen liror inom ordningen stormfåglar. Den har tidigare behandlats som underart till mindre lira, men genetiska studier visar att den endast är avlägset släkt och behandlas numera som egen art.

## Utseende
Galápagosliran är en slank, 29–31 cm lång lira. Ovansidan är mörkbrun, liksom undersidan av vingarna och stjärten. Resten av undersidan är vit, ibland med ett mörkt halsband. Den liknar arterna i komplexet kring karibliran och behandlades tidigare som en underart till denna. Dessa är dock vanligen svartare ovan och har längre stjärt.

## Läte
Lätet beskrivs som ett kluckande och hest trestavigt "cah-ah-hooh" som upprepas rytmiskt ett antal gånger.

## Utbredning och systematik
Fågeln häckar på Galápagosöarna. Arten är mestadels stannfågel, men individer kan sprida sig så långt bort som till Oaxaca i Mexiko.

### Artstatus
Galápagosliran betraktades fram till nyligen som underart till kariblira (P. lherminieri), men genetiska studier visar att den endast är avlägset släkt med denna och står närmare brunlira (P. nativitatis). 

## Levnadssätt
Galápagosliran är en social art och syns födosöka tillsammans med andra liror och sulor. Den flyger lågt över vattenytan, på jakt efter bläckfisk och fisk, med fyra till tio stela vingslag i taget.

## Status
Galápagosliran har en rätt liten världspopulation uppskattad till mellan 20.000 och 50.000 häckande individer. Den tros också minska i antal, dock inte tillräckligt kraftigt för att den ska betraktas som hotad. Internationella naturvårdsunionen IUCN kategoriserar arten som livskraftig.